# Округ Џексон (Ајова)
Округ Џексон (енгл. Jackson County) је округ у америчкој савезној држави Ајова.

## Демографија
По попису из 2010. године број становника је 19.848, што је 448 (-2,2%) становника мање 2000. године.
| Група             | 2000.          | 2010.          |
| Белци             | 20.000 (98,5%) | 19.223 (96,9%) |
| Афроамериканци    | 20 (0,1%)      | 61 (0,3%)      |
| Азијати           | 19 (0,1%)      | 47 (0,2%)      |
| Хиспаноамериканци | 121 (0,6%)     | 220 (1,1%)     |
| Укупно            | 20.296         | 19.848         |